# DAMPE
De Dark Matter Particle Explorer (DAMPE) is een Chinese astronomische kunstmatige satelliet, gelanceerd op 17 december 2015, die zich richt op het opvangen van kosmische straling en fotonen van hoge energie. De hoop is dat de uitgebreidere waarneming van deze vormen van straling informatie oplevert die bijdraagt aan de kennis over donkere materie. Het observatorium heeft als bijnaam Wukong, naar de mythologische apenkoning Sun Wukong.